# Mazda Sports Club Soccer Club 1984
Questa voce raccoglie le informazioni riguardanti il Mazda Sports Club Soccer Club nelle competizioni ufficiali della stagione 1984.

## Stagione
Completamente ristrutturata dal punto di vista tecnico (la rosa, affidata dalla guida tecnica di Kazuo Imanishi coadiuvato da Hans Ooft, fu completamente rinnovata con l'innesto di giovani come Hiroshi Matsuda) e societario (il nome della squadra fu abbreviato in Mazda Sports Club Soccer Club, in concomitanza con la dismissione definitiva del nome Toyo da parte della Mazda), il club esordì in seconda divisione con una posizione di media classifica e fu eliminato nelle fasi iniziali delle coppe.

## Rosa
| N. |                     | Ruolo | Calciatore         |
| -- | ------------------- | ----- | ------------------ |
|    | Giappone (bandiera) | P     | Yoshihiko Nosohara |
|    | Giappone (bandiera) | P     | Kazuyori Mochizuki |
|    | Giappone (bandiera) | D     | Atsuyoshi Furuta   |
|    | Giappone (bandiera) | D     | Shigekazu Nakamura |
|    | Giappone (bandiera) | D     | Katsuyoshi Shintō  |
|    | Giappone (bandiera) | D     | Hiroshi Matsuda    |
|    | Giappone (bandiera) | D     | Yasuyuki Satō      |
|    | Giappone (bandiera) | D     | Hirobumi Sansei    |
|    | Giappone (bandiera) | D     | Kenji Shada        |

| N. |                     | Ruolo | Calciatore           |
| -- | ------------------- | ----- | -------------------- |
|    | Giappone (bandiera) | C     | Hidekazu Orita       |
|    | Giappone (bandiera) | C     | Takahiro Kimura      |
|    | Giappone (bandiera) | C     | Hirohumi Kanbaru     |
|    | Giappone (bandiera) | C     | Shigeru Sarusawa     |
|    | Giappone (bandiera) | C     | Takashi Yamada       |
|    | Giappone (bandiera) | C     | Shima Takahashi      |
|    | Giappone (bandiera) | A     | Shinichiro Takahashi |
|    | Giappone (bandiera) | A     | Shinji Kobayashi     |
|    | Giappone (bandiera) | A     | Masahiro Imagawa     |

## Statistiche

### Statistiche di squadra
| Competizione          | Punti | Totale | Totale | Totale | Totale | Totale | Totale | DR |
| Competizione          | Punti | G      | V      | N      | P      | Gf     | Gs     | DR |
| --------------------- | ----- | ------ | ------ | ------ | ------ | ------ | ------ | -- |
| JSL Division 2        | 18    | 18     | 7      | 4      | 7      | 24     | 20     | +4 |
| JSL Cup               | -     | 2      | 1      | 0      | 1      | 4      | 4      | 0  |
| Coppa dell'Imperatore | -     | 2      | 1      | 0      | 1      | 5      | 3      | +2 |
| Totale                | -     | 22     | 9      | 4      | 9      | 33     | 27     | +6 |